# Tirsuli West
Der Tirsuli West (auch Tirsuli II) ist ein 7035 m hoher Gipfel im Himalaya in Uttarakhand (Indien). 
Der Tirsuli West befindet sich im östlichen Garhwal-Himalaya im Nanda-Devi-Biosphärenreservat. Der Tirsuli West liegt in einem in West-Ost-Richtung verlaufenden Bergkamm, der das Nährgebiet des Siruanchgletschers im Norden einrahmt. Südlich des Tirsuli West strömt der Baginigletscher in westlicher Richtung. Über einen Bergkamm ist der Gipfel mit dem 1,61 km weiter östlich gelegenen Tirsuli (7075 m) verbunden. In Richtung Südsüdost erhebt sich in einer Entfernung von 2,23 km der Hardeol (7151 m). 

## Besteigungsgeschichte
Der Tirsuli West blieb im 20. Jahrhundert unbestiegen. Erst am 
17. Juli 2001 gelang einer siebenköpfigen indischen Bergsteigergruppe (Kulwant S. Dhami, SS Bhandari, Rattan Singh, Amrik Singh, Jagmohan Singh, Karamjit Singh und Laxman Singh) die Erstbesteigung des Gipfels über den Südwestgrat.